# Кангер, Тынис Паулович
Ты́нис Па́улович Ка́нгер (эст. Tõnis Kanger, род. 6 мая 1959 года) — эст. Tõnis Kanger — эстонский учёный-химик. Является создателем асимметричного органокатализа в Эстонии. Декан факультета математики и естественных наук Таллиннского технического университета, профессор.

## Биография
В 1977 году окончил Таллинскую 2-ю среднюю школу. В 1977—1982 годах изучал органическую химию на физико-химическом факультете Тартуского государственного университета. 
В 1988 году проходил стажировку в Институте органической химии в Варшаве. В 1990 году в Таллине защитил кандидатскую диссертацию по химии (тема: Бициклические оксираны и литийалкинид/BF3 реагент в синтезе энантиомерных интермедиатов простагландинов : диссертация … кандидата химических наук : 02.00.03). В 1993 году работал научным сотрудником в Университете Пьера и Марии Кюри в Париже.

## Награды
- 2004 — Научная премия Эстонской республики в области химии за новые методы асимметричного синтеза (в составе коллектива)[6][7]
- 2015 — Орден Белой Звезды IV класса[8]
- 2016 — Научная премия Эстонской республики в области химии и молекулярной биологии за научно-исследовательскую работу «Асимметричные органокаталитические и каскадные реакции»[6]

## Публикации
- Maksim Ošeka, Artur Noole, Sergei Žari, Mario Öeren, Margus Lopp, Tõnis Kanger. Asymmetric Diastereoselective Synthesis of Spirocyclopropane Derivatives of Oxindole. // European Journal of Organic Chemistry. — 2014 (17). — P. 3599—3606.
- Sergei Žari, Marina Kudrjashova, Tõnis Pehk, Margus Lopp, Tõnis Kanger. Remote Activation of the Nucleophilicity of Isatin. // Organic Letters. — 2014, 16(6). — P. 1740—1743.
- Artur Noole, Kaja Ilmarinen, Ivar Järving, Margus Lopp, Tõnis Kanger. Asymmetric Synthesis of Congested Spiro-cyclopentaneoxindoles via an Organocatalytic Cascade Reaction. // J. Org. Chem. — 2013, 78. — P. 8117-8122.
- Reitel, Kärt; Lippur, Kristin; Järving, Ivar; Kudrjašova, Marina; Lopp, Margus; Kanger, Tõnis. Asymmetric Aminocatalytic Michael Addition of Cyclopropane-Containing Aldehydes to Nitroalkenes. // Synthesis. — 2013. — P. 2679—2683.
- Artur Noole, Maksim Ošeka, Tõnis Pehk, Mario Öeren, Ivar Järving, Mark R. J. Elsegood, Andrei V. Malkov, Margus Lopp, Tõnis Kanger. 3-Chlorooxindoles: Versatile Starting Materials for Asymmetric Organocatalytic Synthesis of Spirooxindoles. — Adv. Synth. Catal. — 2013, 355. — P. 829—835.
- Kerti Ausmees, Kadri Kriis, Tõnis Pehk, Franz Werner, Ivar Järving, Margus Lopp, Tõnis Kanger. Diastereoselective Multicomponent Cascade Reaction Leading to [3.2.0]-Heterobicyclic Compounds. — J. Org. Chem. — 2012, 77. — P. 10680−10687.